# 4211 Rosniblett
A 4211 Rosniblett (ideiglenes jelöléssel 1987 RT) a Naprendszer kisbolygóövében található aszteroida. Henri Debehogne fedezte fel 1987. szeptember 12-én.